# Selección de fútbol sub-17 de Canadá
La Selección de fútbol sub-17 de Canadá (en inglés: Canada men's national under-17 soccer team; en francés: Équipe du Canada des moins de 17 ans de soccer), es el equipo que representa al país en la Copa Mundial de Fútbol Sub-17 y en el Campeonato Sub-17 de la Concacaf, y es controlada por la Asociación Canadiense de Fútbol.

## Estadísticas

### Campeonato Sub-17 de la Concacaf
| Edición                | Resultado         | PJ                | PG                | PE                | PP                | GF                | GC                |
| ---------------------- | ----------------- | ----------------- | ----------------- | ----------------- | ----------------- | ----------------- | ----------------- |
| Trinidad y Tobago 1983 | Sin participación | Sin participación | Sin participación | Sin participación | Sin participación | Sin participación | Sin participación |
| México 1985            | Tercer lugar      | 6                 | 2                 | 2                 | 2                 | 12                | 12                |
| Honduras 1987          | Sin participación | Sin participación | Sin participación | Sin participación | Sin participación | Sin participación | Sin participación |
| Trinidad y Tobago 1988 | Tercer lugar      | 7                 | 3                 | 1                 | 3                 | 7                 | 7                 |
| Trinidad y Tobago 1991 | Primera fase      | 3                 | 1                 | 1                 | 1                 | 1                 | 1                 |
| Cuba 1992              | Tercer lugar      | 6                 | 4                 | 1                 | 1                 | 19                | 1                 |
| El Salvador 1994       | Tercer lugar      | 6                 | 4                 | 0                 | 2                 | 16                | 4                 |
| Trinidad y Tobago 1996 | Cuarto lugar      | 6                 | 2                 | 1                 | 3                 | 7                 | 8                 |
| El Salvador 1999       | No hubo campeón   | 3                 | 1                 | 0                 | 2                 | 6                 | 6                 |
| Estados Unidos 2001    | No hubo campeón   | 3                 | 1                 | 1                 | 1                 | 6                 | 5                 |
| Canadá 2003            | No hubo campeón   | 3                 | 2                 | 0                 | 1                 | 4                 | 3                 |
| México 2005            | No hubo campeón   | 3                 | 1                 | 0                 | 2                 | 5                 | 4                 |
| Jamaica 2007           | No hubo campeón   | 4                 | 1                 | 1                 | 2                 | 6                 | 6                 |
| México 2009            | No hubo campeón   | 3                 | 0                 | 1                 | 2                 | 4                 | 7                 |
| Jamaica 2011           | Subcampeón        | 5                 | 3                 | 1                 | 1                 | 11                | 3                 |
| Panamá 2013            | Tercer lugar      | 5                 | 2                 | 2                 | 1                 | 10                | 7                 |
| Honduras 2015          | Segunda fase      | 6                 | 3                 | 1                 | 2                 | 10                | 9                 |
| Panamá 2017            | Primera fase      | 3                 | 1                 | 0                 | 2                 | 4                 | 4                 |
| Estados Unidos 2019    | Cuarto lugar      | 6                 | 3                 | 1                 | 2                 | 15                | 10                |
| Guatemala 2023         | Cuarto lugar      | 6                 | 4                 | 0                 | 2                 | 11                | 5                 |
| Total                  | 17/19             | 84                | 38                | 16                | 30                | 154               | 102               |

### Copa Mundial de Fútbol Sub-17
| Edición                     | Resultado      | Posición       | PJ             | PG             | PE             | PP             | GF             | GC             | Dif.           |
| --------------------------- | -------------- | -------------- | -------------- | -------------- | -------------- | -------------- | -------------- | -------------- | -------------- |
| China 1985                  | No clasificó   | No clasificó   | No clasificó   | No clasificó   | No clasificó   | No clasificó   | No clasificó   | No clasificó   | No clasificó   |
| Canadá 1987                 | Primera fase   | 16°            | 3              | 0              | 0              | 3              | 1              | 8              | -7             |
| Escocia 1989                | Primera fase   | 16°            | 3              | 0              | 0              | 3              | 1              | 9              | -8             |
| Italia 1991                 | No clasificó   | No clasificó   | No clasificó   | No clasificó   | No clasificó   | No clasificó   | No clasificó   | No clasificó   | No clasificó   |
| Japón 1993                  | Primera fase   | 16°            | 3              | 0              | 0              | 3              | 0              | 18             | -18            |
| Ecuador 1995                | Primera fase   | 16°            | 3              | 0              | 0              | 3              | 1              | 7              | -6             |
| Egipto 1997                 | No clasificó   | No clasificó   | No clasificó   | No clasificó   | No clasificó   | No clasificó   | No clasificó   | No clasificó   | No clasificó   |
| Nueva Zelanda 1999          | No clasificó   | No clasificó   | No clasificó   | No clasificó   | No clasificó   | No clasificó   | No clasificó   | No clasificó   | No clasificó   |
| Trinidad y Tobago 2001      | No clasificó   | No clasificó   | No clasificó   | No clasificó   | No clasificó   | No clasificó   | No clasificó   | No clasificó   | No clasificó   |
| Finlandia 2003              | No clasificó   | No clasificó   | No clasificó   | No clasificó   | No clasificó   | No clasificó   | No clasificó   | No clasificó   | No clasificó   |
| Perú 2005                   | No clasificó   | No clasificó   | No clasificó   | No clasificó   | No clasificó   | No clasificó   | No clasificó   | No clasificó   | No clasificó   |
| Corea del Sur 2007          | No clasificó   | No clasificó   | No clasificó   | No clasificó   | No clasificó   | No clasificó   | No clasificó   | No clasificó   | No clasificó   |
| Nigeria 2009                | No clasificó   | No clasificó   | No clasificó   | No clasificó   | No clasificó   | No clasificó   | No clasificó   | No clasificó   | No clasificó   |
| México 2011                 | Primera fase   | 19°            | 3              | 0              | 2              | 1              | 2              | 5              | -3             |
| Emiratos Árabes Unidos 2013 | Primera fase   | 18°            | 3              | 0              | 2              | 1              | 3              | 6              | -3             |
| Chile 2015                  | No clasificó   | No clasificó   | No clasificó   | No clasificó   | No clasificó   | No clasificó   | No clasificó   | No clasificó   | No clasificó   |
| India 2017                  | No clasificó   | No clasificó   | No clasificó   | No clasificó   | No clasificó   | No clasificó   | No clasificó   | No clasificó   | No clasificó   |
| Brasil 2019                 | Primera fase   | 22°            | 3              | 0              | 0              | 3              | 2              | 7              | -5             |
| Indonesia 2023              | Primera fase   | 23°            | 3              | 0              | 0              | 3              | 1              | 10             | -9             |
| Catar 2025                  | Por disputarse | Por disputarse | Por disputarse | Por disputarse | Por disputarse | Por disputarse | Por disputarse | Por disputarse | Por disputarse |
| Total                       | 8/18           | 63.º           | 24             | 0              | 4              | 20             | 11             | 70             | -59            |

## Últimos partidos y próximos encuentros
Actualizado al último partido jugado el 7 de junio de 2025
| Fecha      | Ciudad     | Racha | Local           | Resultado | Visitante | Competición                    |
| ---------- | ---------- | ----- | --------------- | --------- | --------- | ------------------------------ |
| 15-11-2024 | San José   | Sí    | Costa Rica      | 0:3       | Canadá    | Partido amistoso               |
| 18-11-2024 | San José   | Sí    | México          | 1:2       | Canadá    | Partido amistoso               |
| 09-02-2025 | Devonshire | Sí    | Turcas y Caicos | 0:6       | Canadá    | Clas. Copa Mundial Sub-17 2025 |
| 11-02-2025 | Hamilton   | Sí    | Anguila         | 0:8       | Canadá    | Clas. Copa Mundial Sub-17 2025 |
| 13-02-2025 | Hamilton   | Sí    | Curazao         | 1:7       | Canadá    | Clas. Copa Mundial Sub-17 2025 |
| 16-02-2025 | Hamilton   | Sí    | Bermudas        | 1:7       | Canadá    | Clas. Copa Mundial Sub-17 2025 |
| 13-05-2025 | Kętrzyn    |       | Egipto          | 0:0       | Canadá    | Development Tournament 2025    |
| 15-05-2025 | Biskupiec  | No    | Irlanda         | 5:0       | Canadá    | Development Tournament 2025    |
| 18-05-2025 | Varsovia   | No    | Polonia         | 1:0       | Canadá    | Development Tournament 2025    |
| 28-05-2025 | Le Moule   | Sí    | Guyana          | 1:3       | Canadá    | Partido amistoso               |
| 03-06-2025 | Alicante   | No    | Marruecos       | 2:1       | Canadá    | Partido amistoso               |
| 05-06-2025 | Albir      | No    | Japón           | 4:1       | Canadá    | Partido amistoso               |
| 07-06-2025 | Albir      |       | Estados Unidos  | 2:2       | Canadá    | Partido amistoso               |
| 05-11-2025 | Rayán      |       | Canadá          | -:-       | Uganda    | Copa Mundial Sub-17 2025       |
| 08-11-2025 | Rayán      |       | Francia         | -:-       | Canadá    | Copa Mundial Sub-17 2025       |
| 11-11-2025 | Rayán      |       | Chile           | -:-       | Canadá    | Copa Mundial Sub-17 2025       |